# Zgodovinski seznam mest v Evropi
Zgodovinski seznam mest v Evropi.
Največja mesta v Evropi leta 1700 (prebivalstvo):
- London (500,000)
- Pariz (400,000)
- Neapelj (215,000)
- Amsterdam (180,000)
- Moskva (150,000)
- Benetke (138,000)
- Rim (130,000)
- Milano (120,000)
- Madrid (100,000)
- Dunaj (100,000)
- Sarajevo (80,000)
- Gdańsk (77,000)

Največja mesta v Evropi leta 1800 (prebivalstvo):
- London (1,000,000)
- Pariz (600,000)
- Neapelj (426,000)
- Moskva (400,000)
- Dunaj (240,000)
- Amsterdam (220,000)
- Sankt Peterburg (200,000)
- Dublin (200,000)
- Lizbona (180,000)
- Berlin (172,000)
- Varšava (120,000) 1792